# Шарифов, Мухаббат
Мухаббат Шарифов (21 мая 1941 года, кишлак Нурек, Орджоникидзеабадский район, Таджикская ССР) — бригадир бетонщиков участка основных сооружений управления строительства «Нурекгэсстрой» Министерства энергетики и электрификации СССР, Таджикская ССР. Герой Социалистического Труда (1971). Депутат Верховного Совета Таджикской ССР 8-го созыва.

## Биография
Родился в 1941 году в кишлаке Нурек (сегодня — одноимённый город) Орджоникидзеабадского района. Окончил местную школу. Трудился рабочим геолого-разведочной экспедиции № 3 (1960—1961). С 1961 года — рабочий завода железобетонных изделий Управления строительства «Нурекгэсстрой». В 1964—1967 годах проходил срочную службу в Советской Армии.
После армии возвратился на родной завод, где продолжил трудиться бригадиром бетонщиков на участке основных сооружений Нурекской ГЭС. Бригада под руководством Мухаббата Шарифова за период строительства гидроэлектростанции уложила до пуска последнего 9-го агрегата в 1979 году около сотни кубометров бетона. Трудовой коллектив бетонщиков неоднократно занимал передовые позиции в социалистическом соревновании и досрочно выполнил производственные задания Восьмой (1966—1970) и Девятой (1971—1975) пятилеток. По итогам этих пятилеток был в 1971 году награждён Орденом Трудового Красного Знамени и в 1977 году — Орденом Ленина. С 1976 года — член КПСС.
Указом Президиума Верховного Совета СССР от 11 апреля 1980 года удостоен звания Героя Социалистического Труда за «выдающиеся успехи, достигнутые при строительстве Нурекской ГЭС» с вручением ордена Ленина и золотой медали «Серп и Молот».
Этим же Указом звание Героя Социалистического Труда получил бригадир экскаваторщиков управления «Нурекгэсстрой» Алексей Аврамович Лысенко.
В последующие годы бригада Мухаббата Шарифова трудилась на строительстве Байпазинской ГЭС, других гидроэлектростанций Вахшского каскада, жилых, социальных и производственных объектов в Нуреке.
Избирался депутатом Верховного Совета Таджикской ССР 8-го созыва (1971—1974), в 1981 году — делегатом XXVI съезда КПСС и в этом же году — делегатом XIX съезда Компартии Таджикистана.
Награды
- Герой Социалистического Труда
- Орден Ленина — дважды (17.05.1977; 1980)
- Орден Трудового Красного Знамени (20.04.1971)
- Почётная Грамота Президиума Верховного Совета Таджикской ССР.